# براندان أونيل
براندان أونيل (بالإنجليزية: Brendan O'Neill)‏ هو مسير أعمال بريطاني، ولد في 6 ديسمبر 1948.

## وصلات خارجية
- براندان أونيل على موقع إن إن دي بي (الإنجليزية)